# Corropoli
Corropoli – miejscowość i gmina we Włoszech, w regionie Abruzja, w prowincji Teramo.
Według danych na rok 2004 gminę zamieszkuje 3738 osób, 178 os./km².